# 괴팅겐 대학교 미술관

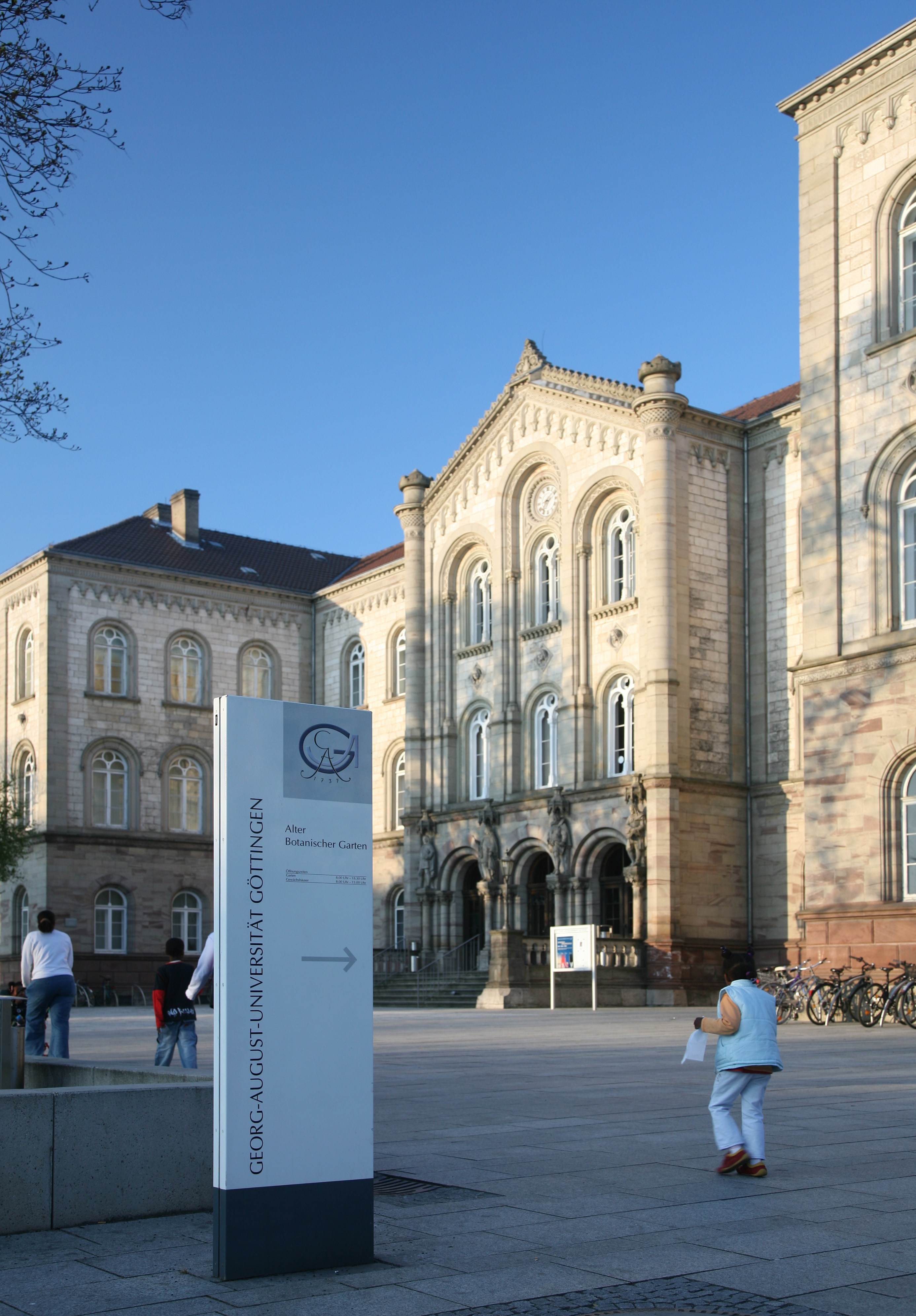
구 대강당에 소재한 괴팅겐 대학교 미술관

괴팅겐 게오르크 아우구스트 대학교 미술관(Kunstsammlung der Georg-August-Universität Göttingen)은 괴팅겐 게오르크 아우구스트 대학교의 미술사학과에 부속된 미술관이다. 회화, 그래픽, 조각 등을 소장하고 있다. 독일에서 연구를 특정한 목적으로 설립된 미술관 가운데 가장 오랜 역사를 갖고 있다.